# Boudouaou El Bahri
Boudouaou El Bahri (în arabă بودواو البحرى) este o comună din provincia Boumerdès, Algeria.
Populația comunei este de 14.209 locuitori (2008).